# Juana Rouco Buela
Juana Rouco Buela   (Madrid, 1889 - Buenos Aires, 31 d'octubre de 1969) fou una obrera tèxtil, anarquista compromesa amb l'emancipació de la dona i figura central de l'anarcosindicalisme argentí. Pionera feminista que conreà el periodisme, directora i cofundadora del diari La Nueva Senda, al 1909 a Montevideo.

## Biografia
Òrfena de pare als quatre anys, el 1900 viatja amb la seua mare a l'Argentina, on ja es trobava son germà major. Sent amb prou feines una xiqueta comença a treballar en una fàbrica i aprén pel seu compte a llegir i escriure, i destaca aviat en les lluites llibertàries.
El 1904 és figura central de l'anarcosindicalisme argentí feminista, i participa en la manifestació de l'1 de maig, durant el míting convocat per la FORA que és durament reprimit per la policia.
El 1907 al costat de Virginia Bolten, Teresa Caporaletti, María Collazo, Elisa Leotar, María Reyes, Violeta García i Marta Newelstein, organitzen el Centre Femení Anarquista. Paral·lelament, a Rosario, es funda el Centre Femení Anarquista “Luisa Michel”, en memòria de la revolucionària francesa que participà en la Comuna de París el 1871.
Juana Rouco i María Collazo són oradores durant la massiva marxa organitzada pel comité de la Vaga d'Inquilins, protestant per l'alça de lloguers i desallotjaments dels convents. Seguiren aquesta vaga 100.000 persones, la majoria obreres. Fou reprimida a sang i foc. Com a conseqüència de la repressió hi hagué una víctima de 17 anys anomenat Miguel Pepe. Arran de la seua participació, el govern aplica la Llei de Residència per expulsar alguns dirigents anarquistes per la seua condició d'estrangers, com María Collazo i Virginia Bolten, uruguaianes, i Juana Rouco Buela, espanyola que és deportada a Europa.
El 1908 arriba al port de Barcelona i coneix la militant anarquista Teresa Claramunt; visita diverses escoles que es regeixen per la pedagogia llibertària de Francesc Ferrer i Guàrdia. Temps després torna al Río de la Plata, a Uruguai.

El 1909, és cofundadora i directora del diari anarquista La Nueva Senda, publicat a Montevideo, junt amb Virginia Bolten, María Collazo i un equip d'anarquistes homes. Per haver estat oradora en un míting en repudi a l'afusellament a Barcelona, de l'educador català Francesc Ferrer Guàrdia, sofreix noves persecucions. Davant una ràtzia policial davant sa casa s'escapa disfressada d'home. Ix de Colònia vestida de rigorós dol, amb la cara coberta amb un vel a la manera de l'època i una xiqueta al braç. Després de l'afusellament de l'educador català el diari "El Día" publica uns versos en honor de Juana:
| «                           | "És cosa que desconsola, veure que s'envola la Buela amb tanta descortesia que és com si en quest dia li arrencaren un queixal... o dos a la policia" | » |
| — Lasso de la Vega, Leoncio | |   |

A Argentina una vaga general convocada per la FORAprovoca una repressió contra els dirigents més combatius, entre ells, Juana Rouco. I és detinguda i lliurada a Montevideo per extradició.
Després de quasi un any a la presó, obté la llibertat sota fiança, i torna a les files anarquistes uruguaianes, sense interrompre la militància fins al 1914.
El 1914 planifica viure a París; és descoberta en el vaixell en què viatja cap a Europa il·legalment i desembarca a Brasil. S'instal·la a Rio de Janeiro durant tres anys; alterna el seu ofici de planxadora amb l'activisme en el món intel·lectual i obrer carioca.
Tres anys després torna a Buenos Aires, i intervé en vagues contínues. El clima de violència en la lluita social arriba al màxim durant la "Setmana Tràgica". Amb el seu company José Cardella, fa conferències en algunes ciutats com a dirigent sindical, oradora, escriptora i feminista, tot i que mantingué algunes diferències amb moviments feministes.
A la ciutat de Necochea, l'any 1921, un grup de dones encapçalades per Juana Rouco Buela funda el Centre d'Estudis Socials Femenins, que obri el diari anarquista d'“Idees, Art, Crítica i Literatura” Nuestra Tribuna (1922-1924).
Igual que La Voz de la Mujer, rep moltes crítiques i suscita una polèmica entre els cercles anarquistes. La publicació també afronta dificultats financeres i amenaces de la policia. El darrer número n'apareix al novembre de 1923. Juana Rouco i la seua família han d'abandonar Necochea.
L'1 de novembre de 1924, a Tandil, reapareix Nuestra Tribuna, tot i que per un temps curt. Afronta de nou moltes dificultats. El local del diari és atacat a tirs per un grup oposat a les idees de la publicació i aquesta ha de tancar. A l'any següent, a Buenos Aires, se'n publiquen els tres darrers números.
El colp d'estat de 1930 és un moment d'inflexió per als grups anarquistes i per a Juana, que queda sola amb els fills en ser abandonada pel seu company.
Amb la Guerra Civil espanyola reapareix Juana Rouco Buela, organitzant amb altres dones de diferents partits polítics i grups feministes, formes alternatives d'ajut a la causa republicana. El 1964 escriu i es publica la seua autobiografia: Historia d'un ideal viscut per una dona. Mor a Buenos Aires, als 80 anys, el 31 d'octubre de 1969.

## Publicacions
- Juana Rouco Buela. Història d'un ideal viscut per una dona. Buenos Aires, 1967/ La Malatesta editorial i Terra de Foc 2013 ISBN 978-84-938306-4-9.